# 2334 Cuffey
2334 Cuffey eller 1962 HD är en asteroid i huvudbältet, som upptäcktes 27 april 1962 av Indiana Asteroid Program vid Indiana University Bloomington med Goethe Link Observatory. Asteroiden har fått sitt namn efter James Cuffey.
Asteroiden har en diameter på ungefär 6 kilometer.